# Paradiddle
Il paradiddle è una diteggiatura usata dai percussionisti e dai batteristi che consiste in due alternanze di note seguite da due note della stessa mano (il diddle). La figura di base è DSDD o SDSS. Quando vengono eseguiti paradiddle multipli, le note principali sono sempre alternate fra mano destra e sinistra.
Questa figura è usata per lo studio della tecnica sulle percussioni, e maggiormente sulla batteria, per l'esecuzione di figure ritmiche, fill o ritmi.
Compaiono delle lettere (R - L per lo standard inglese/statunitense, oppure D - S per quello italiano, come in questo caso), che stanno ad indicare Destra (R) e Sinistra (L): questa tecnica fondamentale viene ramificata in molte altre combinazioni (dai tempi classici a quelli terzinati) e il maneggio spesso rovesciato per migliorare la coordinazione delle mani.
I segni che appaiono sopra le note (>) indicano gli accenti (colpi in cui viene applicata una forza maggiore oppure minore, a seconda del segno usato).
Il paradiddle è uno dei rudimenti di rilievo, indicato particolarmente per la coordinazione degli arti e altri fattori; molti batteristi, fra cui Gary Chaffee, consigliano di usare questa tecnica come passaggio tra un ritmo e l'altro o semplicemente come riscaldamento prima di suonare. Lo stesso Gary Chaffee sostiene che l'uso del paradiddle (come pure di altre alternanze di mani) su figure ritmiche utilizzate su uno strumento a percussione, contribuisce a determinare un fraseggio diverso, un diverso colore.
I paradiddle fanno parte dei 26 rudimenti tecnici del tamburo rullante e sono usati per liberare una mano che dovrà raggiungere velocemente un altro strumento del set o per aiutare il batterista a fraseggiare.

## Tipi diparadiddle
Esistono tre tipi di paradiddle:
- il single paradiddle
- il double paradiddle
- il triple paradiddle

ma combinando i vari rudimenti e le varie tecniche questa configurazione ritmica di colpi singoli e doppi diviene una miniera di effetti sonori grazie anche alle quattro possibili accentuazioni.

L'esempio più semplice: l'accento del primo beat suona sul tom e rimanenti tre sul tamburo rullante. Logicamente, aumentando i colpi singoli si potranno ottenere  i doppi e tripli paradiddles.
Buddy Rich perfezionò l'uso dei rudimenti tra cui i paradiddles, distribuendoli sui vari componenti della batteria a grande velocità.

Kenny Clarke fece un estremo uso dei paradiddle alternati sui quattro arti, in special modo con ritmi ternari.
Normalmente, il colpo doppio serve a preparare il tempo per il colpo singolo accentato della mano opposta, ma con un adeguato esercizio è possibile mantenere il movimento delle mani del singolo paradiddle e ruotare gli accenti a piacere.
Single paradiddle 01
Single paradiddle 02
Single paradiddle 03
Double paradiddle
Ci sono poi anche il triple paradiddle e il paradiddlediddle.